# Kadi Bulgakov
Kadi Bulgakov (născut Costel Bulgaru la 11 iunie 1990, Huși, România) este un actor, jurnalist și scriitor român. Este remarcat pentru cariera sa versatilă, care acoperă teatrul, televiziunea, jurnalismul și literatura.

## Tinerețe și Educație
Kadi Bulgakov s-a născut în Huși și și-a petrecut copilăria în comuna Pădureni. În 2009, a absolvit Colegiul Agricol „Dimitrie Cantemir" din Huși, cu specializarea tehnician ecolog și protecția mediului.
Condus de pasiunea pentru actorie, s-a mutat la București în 2011 pentru a urma studii superioare în domeniu, moment în care a adoptat numele de scenă Kadi Bulgakov. A obținut licența în Artele Spectacolului (Actorie) la USH București în 2014. Începând cu anul 2024, a continuat studiile cu un program de masterat în Antreprenoriat și Management al Organizațiilor Teatrale la UNATC. De asemenea, a finalizat un curs de jurnalism online la Michigan State University în 2017.

## Carieră
Teatru
După absolvire, Bulgakov a activat în teatrul independent. A co-fondat trupa de teatru Ha-Ha Comedy, care a activat timp de doi ani înainte de a se desființa din cauza dificultăților financiare. 
Rolurile sale notabile în teatru includ:
- Brâncoveanu în Spionul lui Brâncoveanu (2025), un text de Dragoș Pandele la Shakespeare Imaginarium
- Prințul Marocului și Salanio în Neguțătorul din Veneția (2025), regia Anca Sigartău la Shakespeare Imaginarium
- Povestitorul în Enigma Otiliei (2024), regia Anca Sigartău la Teatrul Globe România
- Montague în Romeo și Julieta (2023, 2024), regia Anca Sigartău la Shakespeare Imaginarium
- Gremio în Îmblânzirea scorpiei (2023 și 2024), regia Anca Sigartău la Shakespeare Imaginarium
- Alioșka în Fundătura (2015), regia Mircea Rusu la UNATC
- Jupân Dumitrache în O noapte furtunoasă (2013)

Jurnalism
Pasiunea pentru sport l-a determinat să urmeze o carieră în jurnalism. A lansat propriul portal de știri sportive, însport.ro1. Experiența sa profesională include:
- Web Editor la PRO TV (mai 2021–Prezent)
- Editor Online la Realitatea (2019–2020), unde a fost și moderatorul emisiunii online „Realitatea Sportivă”
- Editor Online la Telekom Sport (2017–2019)

Film, Televiziune și Publicitate
Kadi Bulgakov a apărut în diverse producții de televiziune și reclame. A avut roluri principale în serialul PRO TV „Lecții de viață” (sez. 10, ep. 25 și 61, 2024-2025) și a fost moderatorul emisiunii online „Do It Yourself by Köber”, difuzată pe VOYO.
Este cunoscut publicului larg pentru rolul său recurent în miniseriile publicitare pentru brandul Köber, unde l-a interpretat pe personajul principal, Alex, începând din 2019. A apărut, de asemenea, în campanii pentru numeroase alte branduri, precum:
- Vel Pitar (2025)
- Bringo (2025)
- Lidl (2022)
- Brico (2020)
- Biscuiți Schar (2021)

Activitate Literară
Ca scriitor, Bulgakov are un portofoliu divers care include piese de teatru și proză. În 2021, a publicat volumul său de debut în proză, „Doi gogomani călare”.
Opera sa de dramaturg include:
- „Redacția R.O.Z.” (2021), o piesă inspirată din perioada petrecută în presă
- „Răufăcătorul” (2021), o dramatizare după texte de A.P. Cehov

Alte piese precum:
- „Ministresa”, „Poliția rurală” și „Artificii la priveghi”
- A scris, de asemenea, scenarii pentru mai multe scurtmetraje.

## Viață personală
Kadi Bulgakov este căsătorit cu Mădălina Nănuț din 2019. Au împreună doi copii: o fiică, Sonia Katia Sidarta (născută în 2020), și un fiu, Andres Benjamin (născut în 2024).